# Ruda Bukva
Ruda Bukva es un pueblo ubicado en la municipalidad de Kosjerić, en el distrito de Zlatibor, Serbia.

## Superficie
Posee una superficie de 7,426 kilómetros cuadrados.

## Demografía
Hasta 2011 la población era de 95 habitantes, con una densidad de población de 12,79 habitantes por kilómetro cuadrado.